# Sierpińskigetal
Een Sierpińskigetal is een oneven natuurlijk getal k waarvoor geldt dat de gehele getallen van de vorm {\displaystyle k\cdot 2^{n}+1} samengestelde getallen zijn, dat wil zeggen geen priemgetallen, voor alle natuurlijke getallen {\displaystyle n}. Wacław Sierpiński bewees in 1960 dat er een oneindig aantal oneven gehele getallen {\displaystyle k} bestaan die geen priemgetallen opleveren. Het probleem van Sierpiński luidt dan als volgt: Wat is het kleinste Sierpińskigetal?.
John Selfridge poneerde in 1962 de volgende stelling, die nu als het vermoeden van Selfridge bekendstaat: 78 557 is het antwoord op het probleem van Sierpiński. Selfridge bewees dat 78 557 een Sierpiński-getal is. Meer precies, {\displaystyle 78557\cdot 2^{n}+1} is voor elke {\displaystyle n} deelbaar door minimaal een van de volgende factoren: 3, 5, 7, 13, 19, 37 of 73.
Om aan te tonen dat 78 557 werkelijk het kleinst mogelijke Sierpińskigetal is, moet worden aangetoond dat alle oneven getallen kleiner dan 78 557 géén Sierpińskigetallen zijn. Dit werd in 2002 reeds aangetoond voor bijna alle getallen: voor zeventien andere getallen was nog niet aangetoond dat ze geen Sierpińskigetallen zijn. Seventeen or Bust, een distributed computingproject, test de resterende getallen. Het project, nu ondergebracht bij PrimeGrid, heeft tot nu toe van 12 van de 17 getallen aangetoond dat het geen Sierpińskigetallen zijn. Het op 31 oktober 2016 ontdekte, 10223·231172165+1 bestaat uit 9 383 761 cijfers.
Sierpińskigetallen tonen een grote overeenkomst met Rieselgetallen, die voldoen aan een sterk gelijkende formule: in de definitie staat dan −1 in plaats van +1.